# Adrián Zela
Adrián Zela Terry (ur. 20 marca 1989 w Limie) – peruwiański piłkarz występujący na pozycji środkowego obrońcy.

## Kariera klubowa
Zela pochodzi ze stołecznej Limy. Jest spokrewniony z legendą peruwiańskiego futbolu Alberto Terrym, który był bratem jego dziadka ze strony matki. Treningi piłkarskie rozpoczynał w szkółce juniorskiej zespołu Circolo Sportivo Italiano. Stamtąd w wieku czternastu lat przeniósł się do Argentyny, dołączając do akademii młodzieżowej tamtejszego klubu Estudiantes La Plata. Po upływie roku powrócił do ojczyzny, gdzie został piłkarzem stołecznego giganta – Alianzy Lima. Nie zdołał się tam jednak przebić do seniorskiej drużyny i profesjonalną karierę rozpoczął w styczniu 2008, kiedy to podpisał umowę z niżej notowanym klubem Coronel Bolognesi z siedzibą w Tacnie. Tam za kadencji szkoleniowca Juana Reynoso zadebiutował w peruwiańskiej Primera División, 6 kwietnia 2008 w przegranym 0:2 spotkaniu z Juan Aurich. Szybko zaczął notować regularne występy, lecz na koniec sezonu 2009 spadł z Bolognesi do drugiej ligi. Ogółem barwy tego klubu reprezentował przez dwa lata bez poważniejszych sukcesów.
W styczniu 2010 – bezpośrednio po spadku Bolognesi – Zela został ściągnięty przez szkoleniowca Juana Reynoso do ówczesnego mistrza Peru – stołecznego Universitario de Deportes. Tam głównie jako rezerwowy i bez większych osiągnięć spędził kolejny rok, po czym zakończył karierę piłkarską. Zdecydował się pójść w ślady ojca (pierwszego peruwiańskiego gemmologa) i w 2012 roku ukończył dziewięciomiesięczne studia gemmologiczne na uczelni Gemological Institute of America w Carlsbad w Kalifornii. Po ukończeniu studiów powrócił do ojczyzny i został zatrudniony w rodzinnym przedsiębiorstwie jubilerskim Diamante Peru. W 2013 roku wrócił do futbolu, na początku amatorsko występując w trzecioligowych drużynach Lima CFC i San Lorenzo Porococha. W styczniu 2014 podpisał kontrakt ze stołecznym drugoligowcem Deportivo Municipal (za pośrednictwem swojego przyjaciela z dzieciństwa, który był synem prezesa tego klubu Óscara Vegi). W sezonie 2014 w roli podstawowego zawodnika wywalczył z Municipal awans do najwyższej klasy rozgrywkowej.
Po awansie do pierwszej ligi Zela wciąż pełnił rolę filara linii defensywy ekipy Municipal. Premierowego gola na najwyższym szczeblu rozgrywek strzelił 29 maja 2016 w zremisowanej 1:1 konfrontacji z Ayacucho i niebawem został wyróżniającym się obrońcą ligi peruwiańskiej – pełnił rolę kapitana drużyny, imponując umiejętnościami przywódczymi.

## Kariera reprezentacyjna
W styczniu 2009 Zela został powołany przez Héctora Chumpitaza do reprezentacji Peru U-20 na Mistrzostwa Ameryki Południowej U-20. Na wenezuelskich boiskach stworzył podstawowy duet środkowych obrońców z Carlosem Zambrano i rozegrał trzy z czterech możliwych spotkań (wszystkie w pełnym wymiarze czasowym). Jego kadra odpadła jednak z turnieju już w pierwszej rundzie i nie zdołała zakwalifikować się na Mistrzostwa Świata U-20 w Egipcie.
W seniorskiej reprezentacji Peru Zela zadebiutował za kadencji selekcjonera Ricardo Gareki, 15 listopada 2017 w wygranym 2:0 spotkaniu z Nową Zelandią w ramach interkontynentalnych baraży o awans do Mistrzostw Świata w Rosji.